# Quertle
Quertle és una empresa fundada pels doctors informàtics biomèdics Jeff Saffer and Vicki Burnett que ofereix una interfície de cerca web gratuïta especialitzat en biomedicina anomenat Quetzal. Quetzal fou guanyadora del primer desafiament de desenvolupament de programari de la Biblioteca Nacional de Medicina dels Estats Units, l'any 2011, i és considerada una de les millors bases de dades de l'any 2015 segons la revista Library Journal.